# Nimba United FC
Nimba United Football Club w skrócie Nimba United FC – liberyjski klub piłkarski grający w pierwszej lidze liberyjskiej, mający siedzibę w mieście Sanniquellie.

## Sukcesy
- I liga[1]:
  - mistrzostwo (1): 2015.

## Występy w afrykańskich pucharach
| Sezon | Rozgrywki     | Runda | Kraj    | Klub        | Dom | Wyjazd | Dwumecz |
| ----- | ------------- | ----- | ------- | ----------- | --- | ------ | ------- |
| 2016  | Liga Mistrzów | 1     | Kamerun | Union Duala | 1–3 | 0–1    | 1–4     |

## Stadion
Domowe mecze klub rozgrywa na stadionie o nazwie NorthStar Sports Stadium w Mount Barclay, który może pomieścić 1000 widzów.

## Reprezentanci kraju grający w klubie
Stan na lipiec 2023.
| - Abraham Barshall - Ben Benaiah - Elijah Clark - Melvin George - Jimmie Harris - Sam Jackson - Sam Johnson - Morris Kaba | - Kemoh Kamara - Abraham Karpeh - Mustapha Lomell - Augustine Otu - Isaac Pupo - Nathaniel Sherman - Quiah Sholee - Bubacarr Sanyang |